# Rhamdia xetequepeque
Rhamdia xetequepeque és una espècie de peix de la família dels heptaptèrids i de l'ordre dels siluriformes.

## Morfologia
Els mascles poden assolir els 7,2 cm de llargària total.

## Distribució geogràfica
Es troba al Perú.